# Miramare-kastély
A Miramare-kastély (olaszul: Castello di Miramare, németül: Schloss Miramar) egy 19. századi, romantikus palota díszkerttel. Habsburg Miksa osztrák főherceg (majd mexikói császár, Ferenc József császár öccse) rendelte meg maga és felesége, Sarolta belga királyi hercegnő részére. Carl Junker tervei alapján épült 1856 és 1860 között, isztriai fehér márványból. Az azóta Olaszországhoz csatolt Trieszti-öbölben áll, Trieszttől kb. 8 km-re.
A terjedelmes (22 hektáros) tengerparti parkot maga Miksa tervezte. A kopár kőszirtet, amelyre épült, számos trópusi növénnyel telepítették be.
Mielőtt Miksa főherceg és Sarolta elfoglalták volna a mexikói trónt, elvállalva ezzel annak előnyeit és terhét, életük boldog időszakát töltötték itt, az osztrák riviérán, így választva el magánéletüket az udvari kötelességektől. Itt fogadta Miksa 1864. április 10-én a mexikói küldöttséget, amely felkérte őt az országuk császárává. A terület 1920-ban, a Monarchia földarabolásakor az Olasz Királysághoz került.
A kastélyt 1955-ben államosították, és jelenleg múzeum működik benne. Kilátást nyújt a mellette álló szikla csúcsáról a Grignano-öbölre, és azon túl az Adriai-tengerre. A palotát olasz stílusú, szintén látogatható park veszi körül, amelyben az egész világból összegyűjtött növényfélék találhatók, beleértve egészen ritka fajokat is.
A kastélyban megtekinthetők:

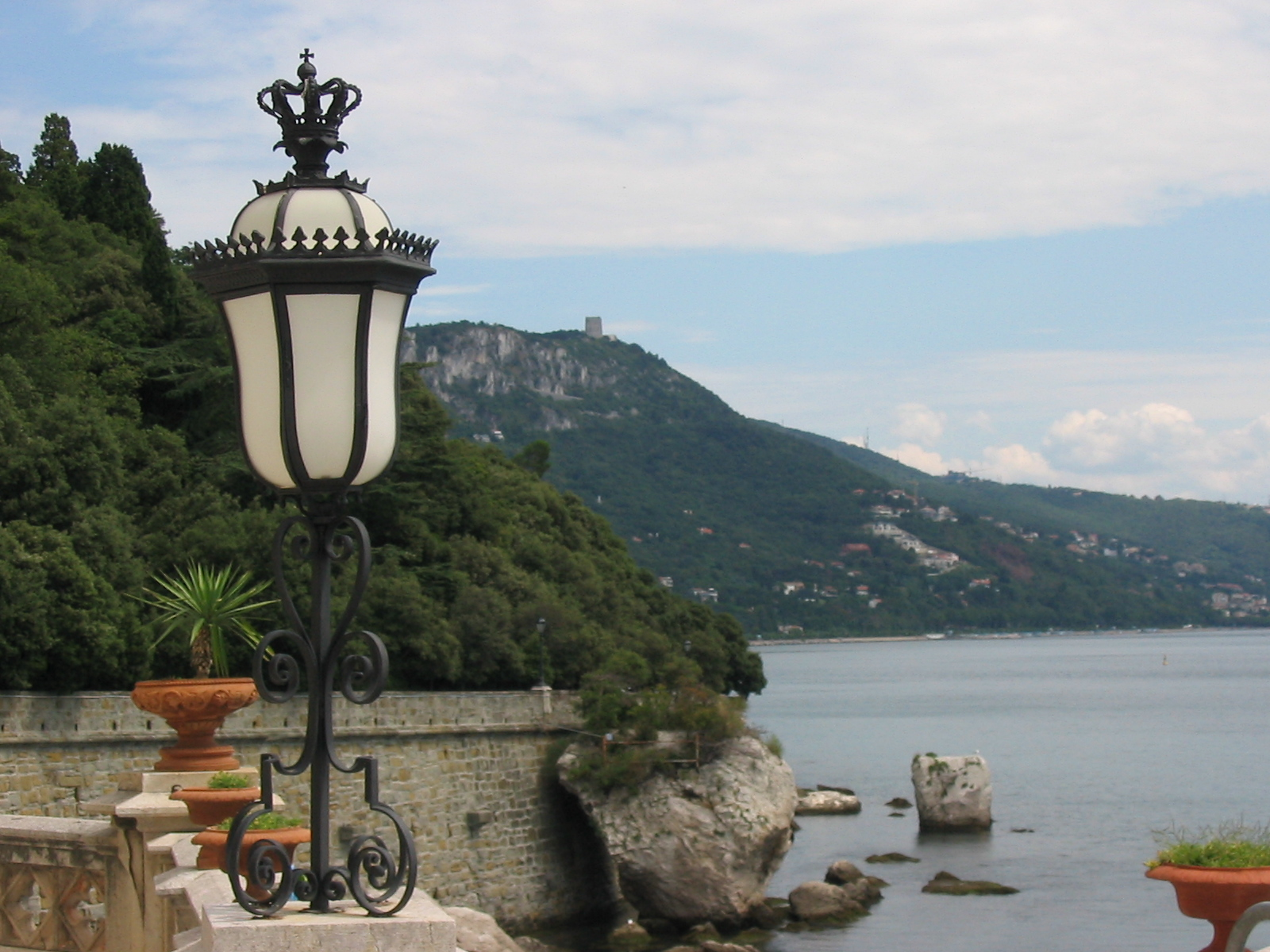
Trieszt a Miramare teraszáról

- Miksa lakószobái, amelyek hajókabinokra hasonlítanak (ugyanis a herceg 1854-től az osztrák haditengerészet főparancsnoka volt);
- Sarolta lakószobái;
- a vendégszobák;
- a téli és a nyári ebédlő;
- az információs szoba, amely bemutatja a kastély történetét és a park építését, valamint Amedeónak, Aosta hercegének a lakosztályát, 1930-as évekbeli, racionalista bútorzattal.

Minden szoba az eredeti, 19. század közepéből származó díszekkel, tárgyakkal, bútorokkal van berendezve (az információs szobát és a 20. századi lakosztályt kivéve). Kiváltképp figyelemre méltó: a zeneszoba, ahol valamikor Sarolta zongorázott – ez most a kiállítás 7. szobája; a 19. szoba, ahol Cesare dell’Acqua festményei tekinthetők meg, ezek Miramare történetét ábrázolják; valamint a trónterem, melyet a 2000-es évek elején állították helyre a korábbi pompájában.
A kertben is több látványosság kapott helyet, mint például:
- két tavacska – az egyik hattyúknak, a másik lótuszvirágoknak
- a kastély melléképületei, legfőképpen a Castelletto;
- a bronz Miksa-szobor
- a kis kápolna, amelyben a Novara zászlóshajó maradványaiból készült keresztet tartják. – Miksa ezen a hajón indult útnak, hogy Mexikó császára legyen. Szerencsétlen sorsa úgy hozta, hogy ott 1867-ben letaszították a trónjáról, és golyó által kivégezték.

A parkban számos botanikai faj és fontos szoborgyűjtemény található. A szobrok a park számos ösvénye mellett elszórtan lelhetőek fel. Figyelemre méltó még a helyreállított istálló, amelynek első emeletén az eredeti dekorációja tekinthető meg, a földszintjén pedig, hasonlóan a régi üvegházhoz és a kis kastélyhoz, időszakos kiállításokat rendeznek.
A palotában annak idején Erzsébet császár- és királyné is sokszor megfordult.
A Klagenfurti Minimundus parkban megtekinthető a kastély 1:25 arányú makettje.

## Képek

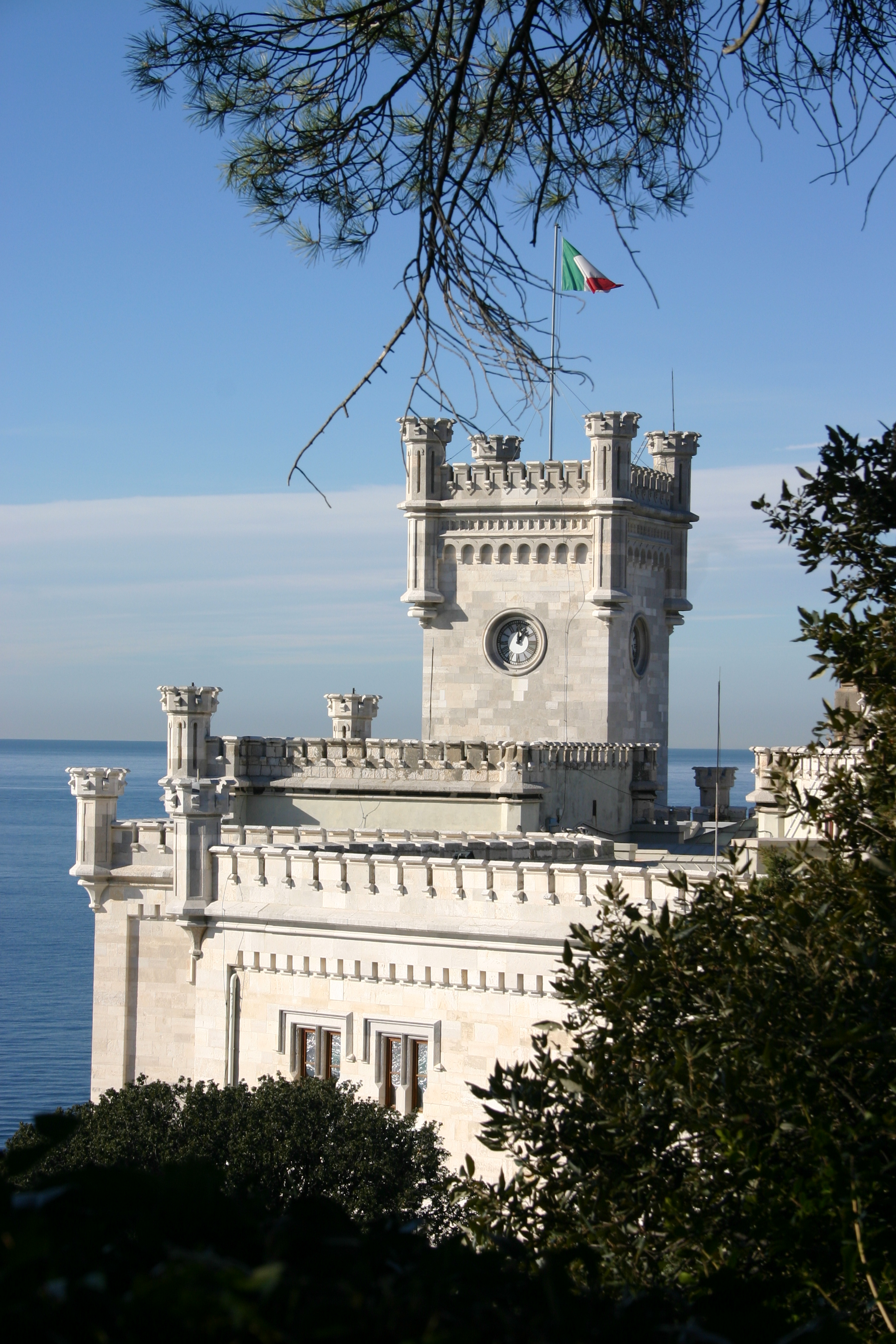
A kastély
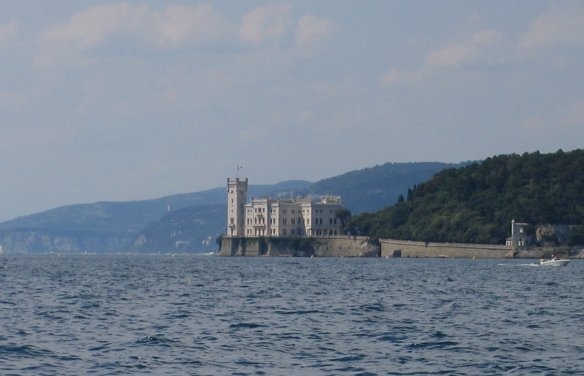
A tenger felől
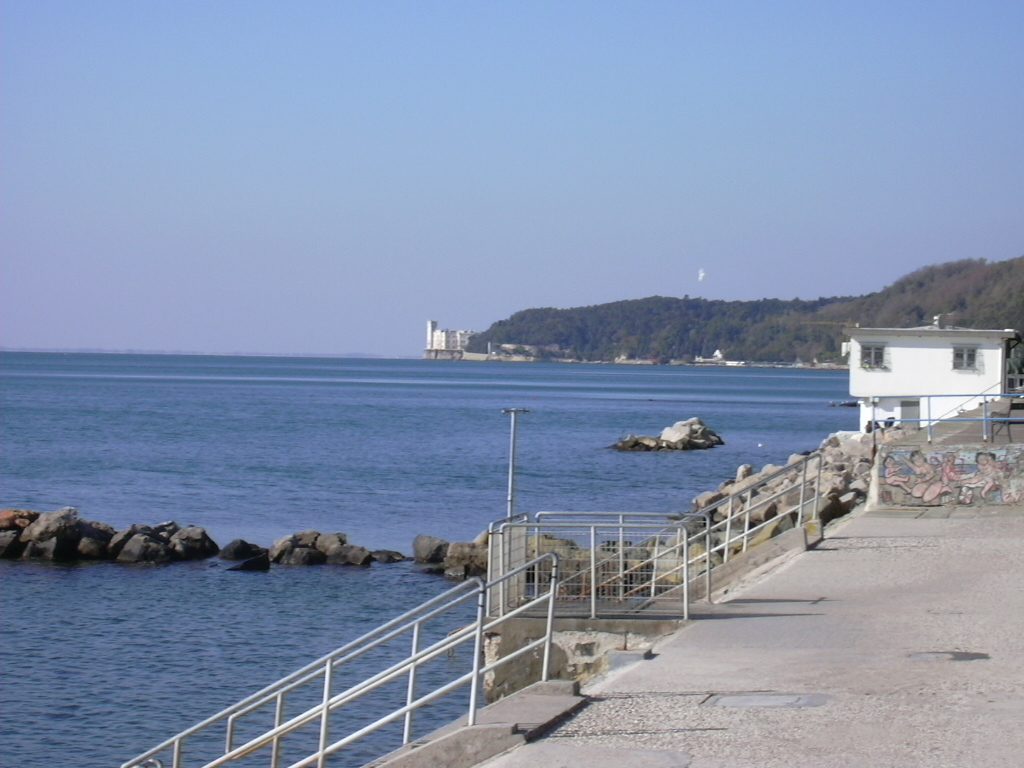
Barcola (Trieszt) felől
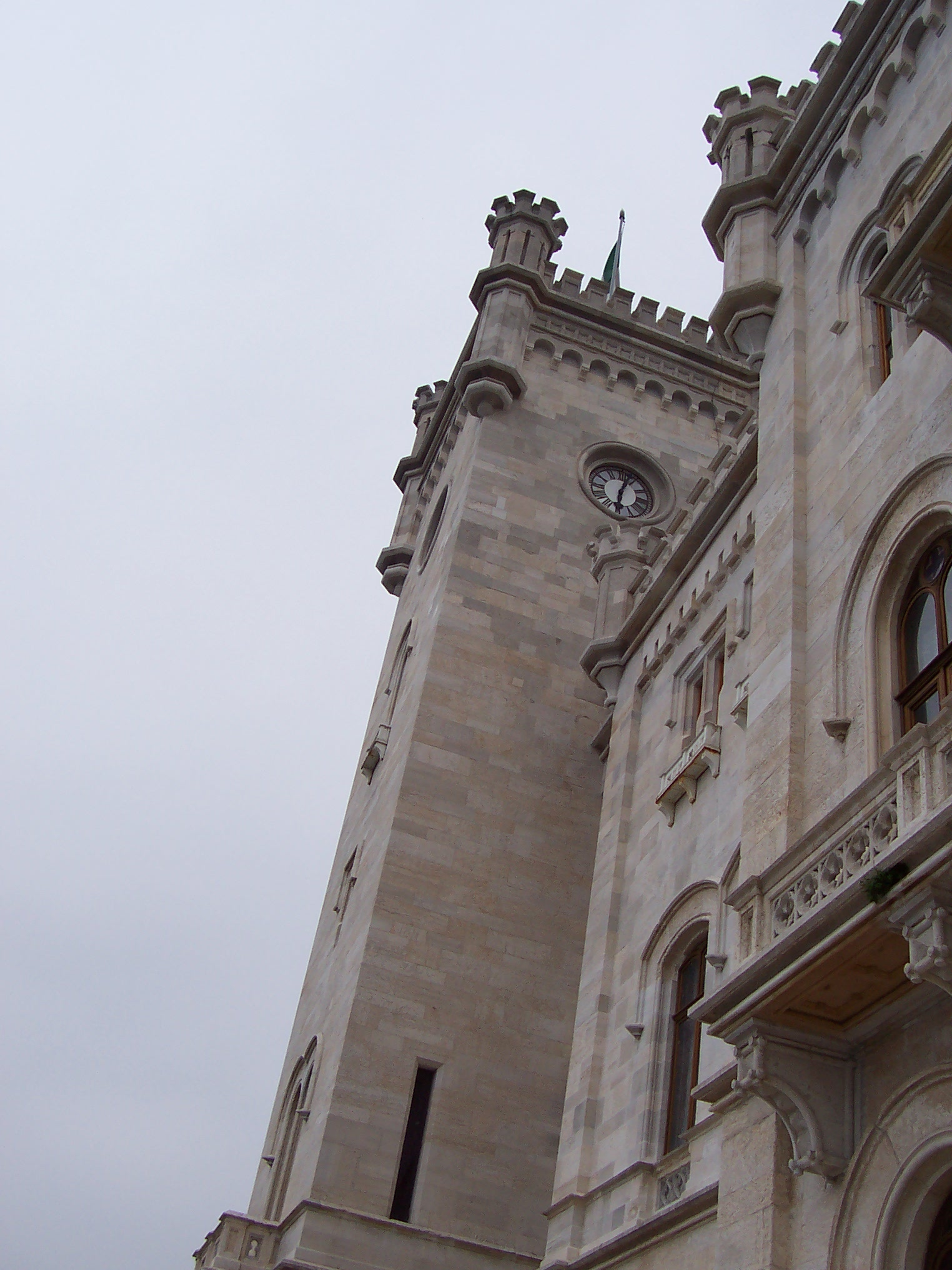
A torony részlete
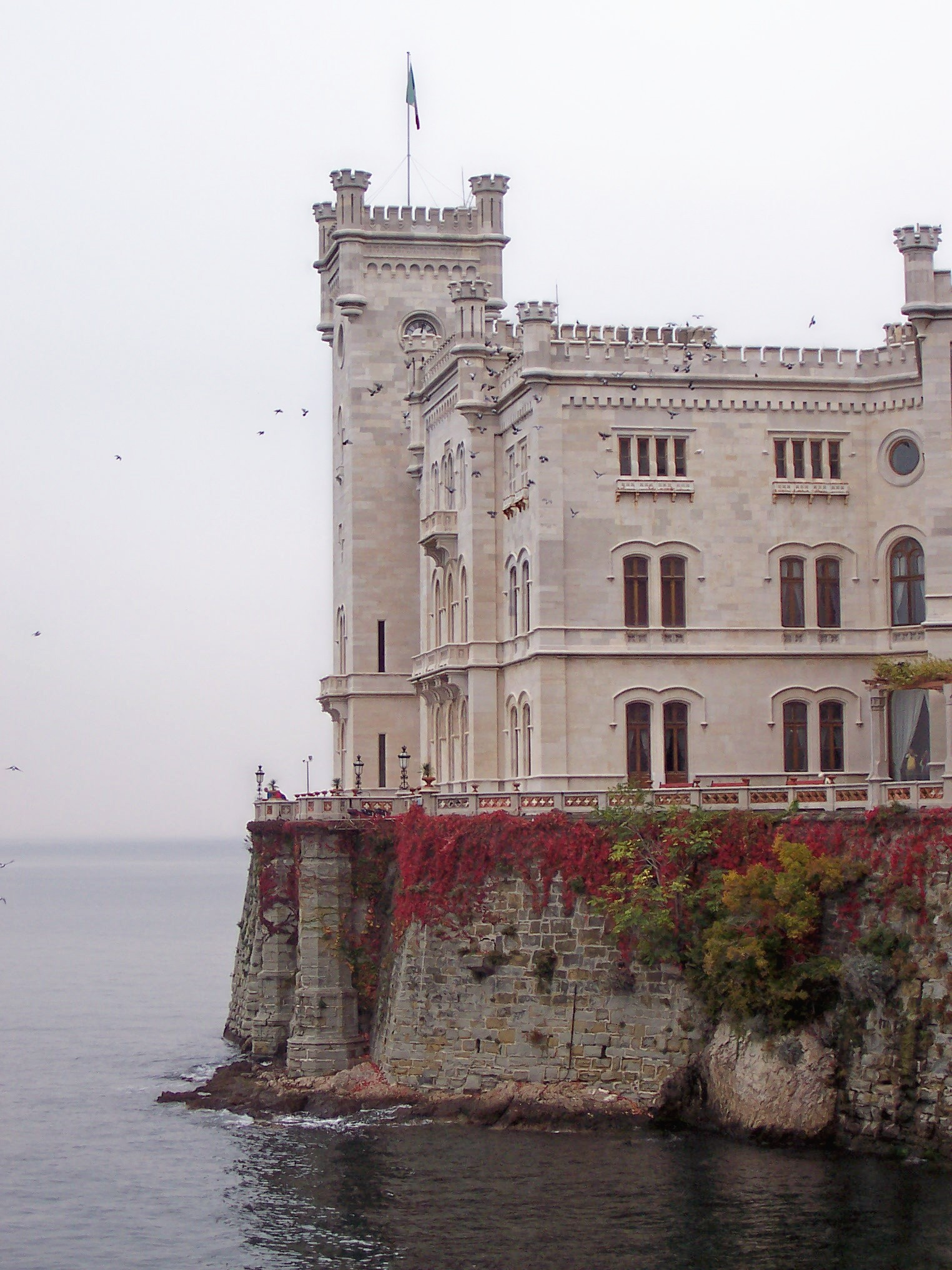
Trieszt felől
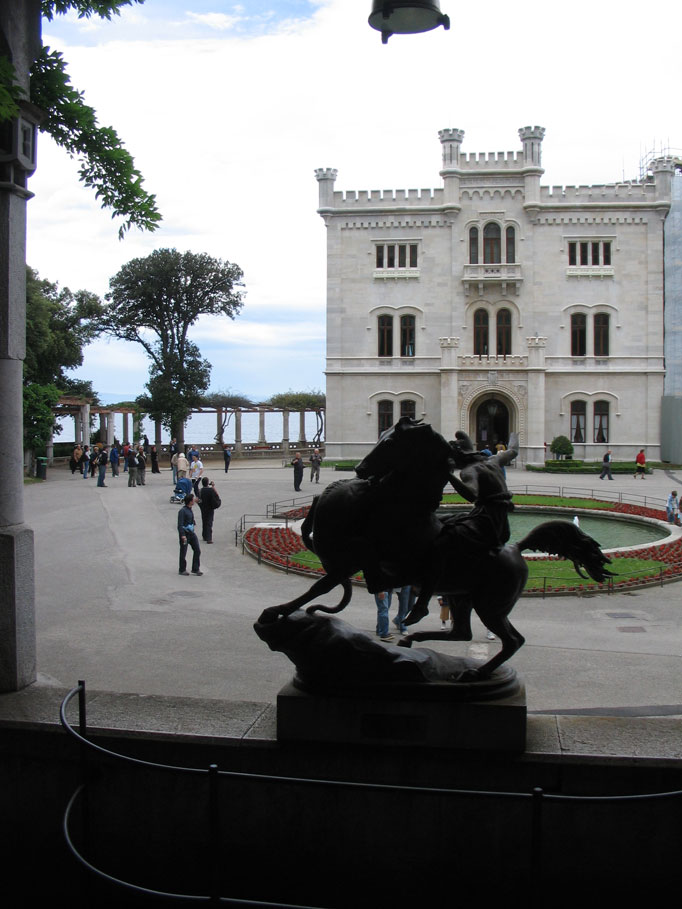
A bejárat felőli oldal
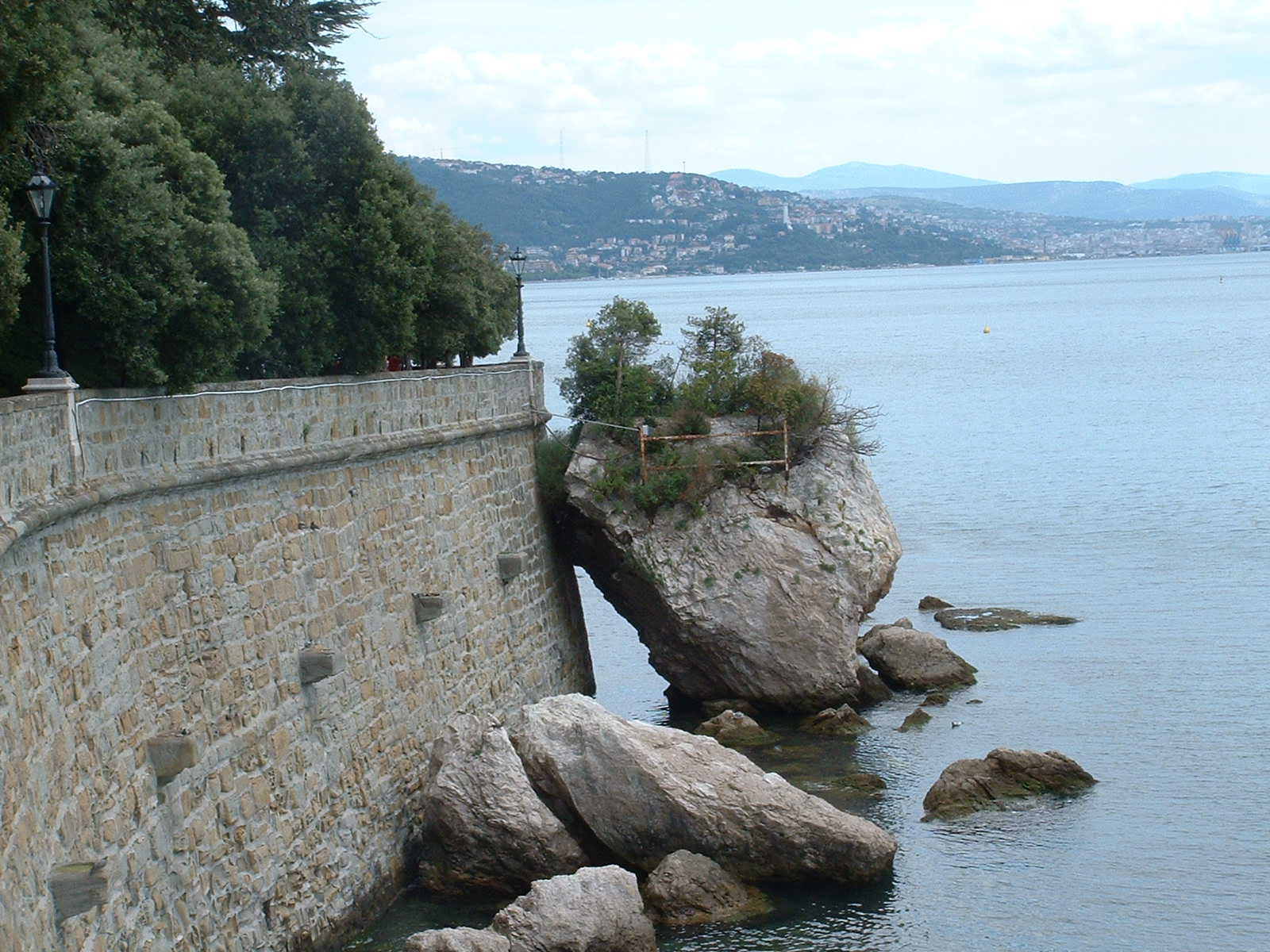
Sziklák az Adriai-tengerben, Miramare közelében
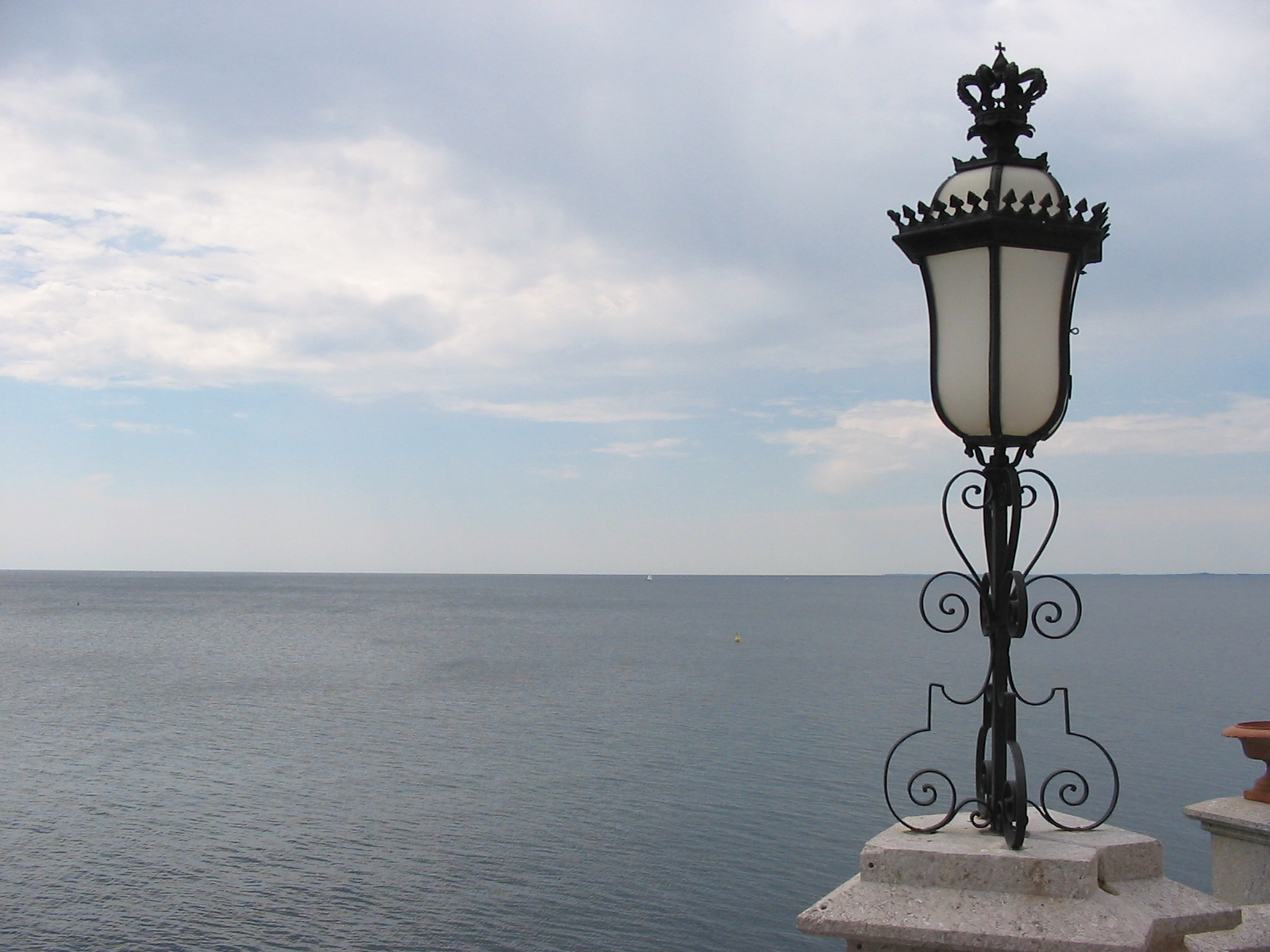
A tenger Miramare felől